# Biszt

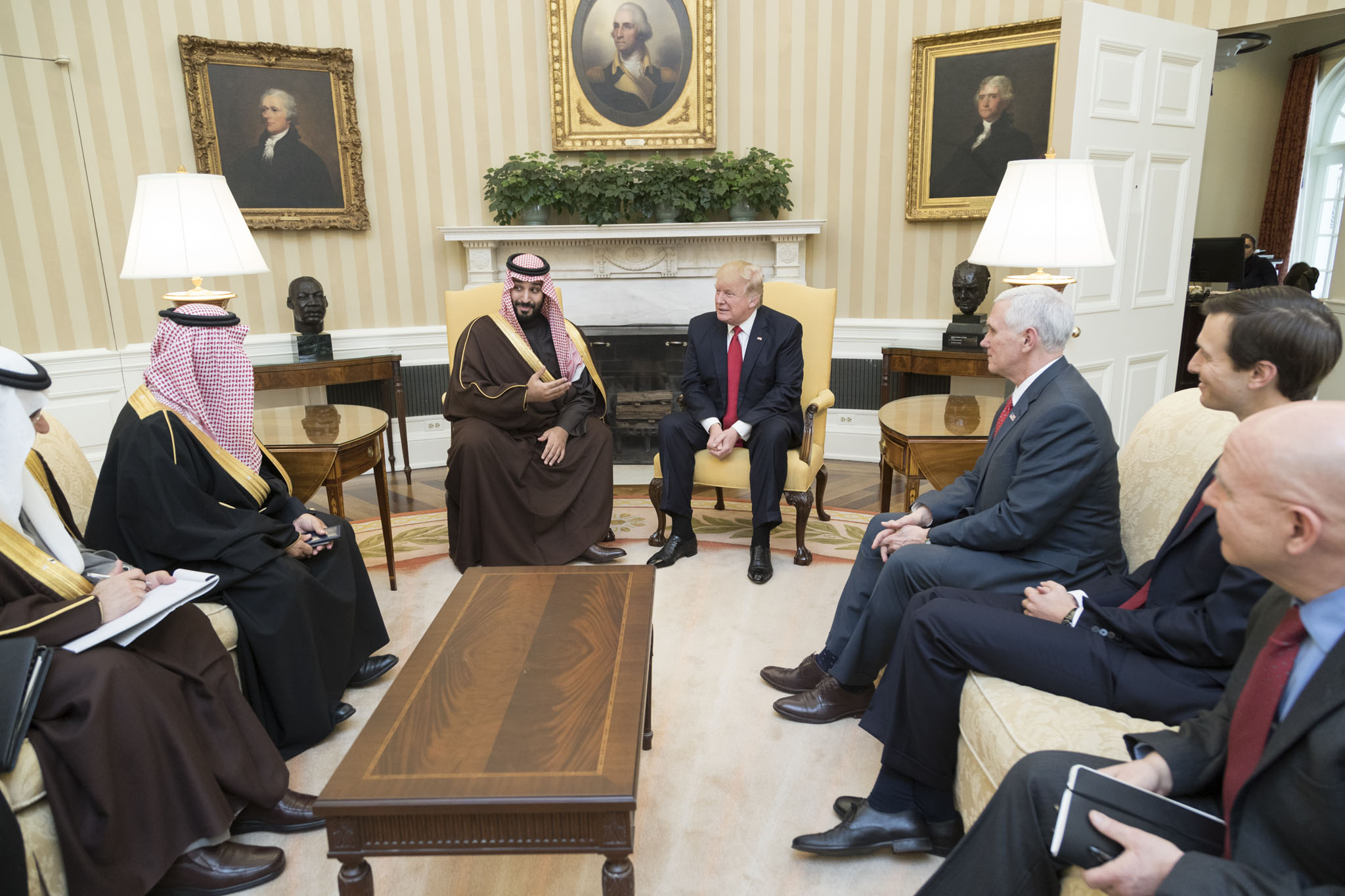
Delegacja Saudów w Białym Domu, ubrana w biszty

Biszt (arab. ‏بشت‎) – płaszcz nakładany na saub. Jest tradycyjnym nakryciem męskim, zakładanym na specjalne okazje przez ludność Zatoki Perskiej i Lewantu.
Pierwotnie biszt chronił Beduinów przed zimnem, obecnie używany jest, aby podkreślić rangę wydarzenia. Wykonany jest z wełny. Najczęściej spotykany jest w kolorze czarnym, przyzdobiony złotymi nićmi, ale można spotkać również białe, brązowe i kremowe, a u młodszego pokolenia również bordowe i granatowe. W Lewancie i Sudanie występują też biszty bez złotych nici. Nazwa jest pochodzenia perskiego.